# Temps moyen de Paris
Pour un article plus général, voir Heure en France.
Le temps moyen de Paris, est le temps solaire moyen calculé par rapport à la méridienne de France qui passe par le centre de l'Observatoire de Paris. L'heure qui en résulte est l'heure légale d'abord à Paris de 1826,, à 1891 puis en France métropolitaine de 1891 à 1911.
Avant 1891, l'heure de Paris est adoptée par plusieurs municipalités, telles que Rennes du 3 au 12 mai 1858 ; puis Bayonne, Le Havre, Lyon et Nantes ; enfin Angoulême, Toulouse et Bordeaux.